# Заозерье (Несвижский район)
Заозерье (бел. Заазер'е) — агрогородок в Несвижском районе Минской области. Входит в состав Несвижского сельсовета. Население 1084 человек (2009).

## География
Заозерье находится в километре к северу от центра города Несвиж, фактически являясь его северным пригородом. Рядом с селом находится первый из каскада Несвижских прудов на реке Уше, пруд Дикий. Село связано с Несвижем автодорогой. К северу от Заозёрья находятся торфяники с сетью мелиорационных каналов.

## Достопримечательности
- Хозяйственный фольварк XIX века. Сохранились хозпостройка и два дома для рабочих. Руины оранжереи были снесены в 2009 году[1]